# Міжнародні відносини

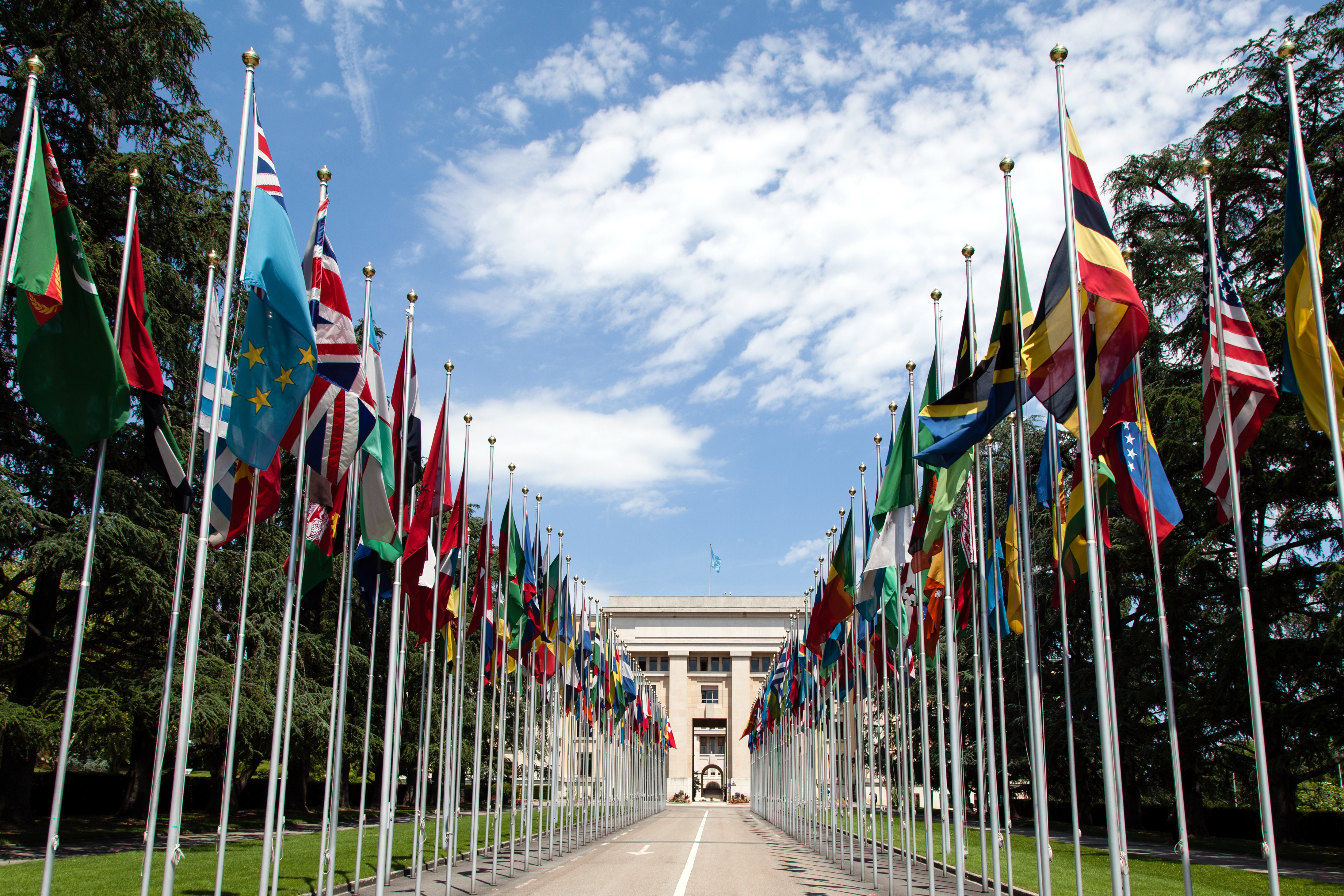
Лише у 2012 р. у Палаці Націй у Женеві, Швейцарія, відбулося понад 10,000 міжурядових зустрічей. У місті діє найбільша кількість міжнародних організацій у світі.

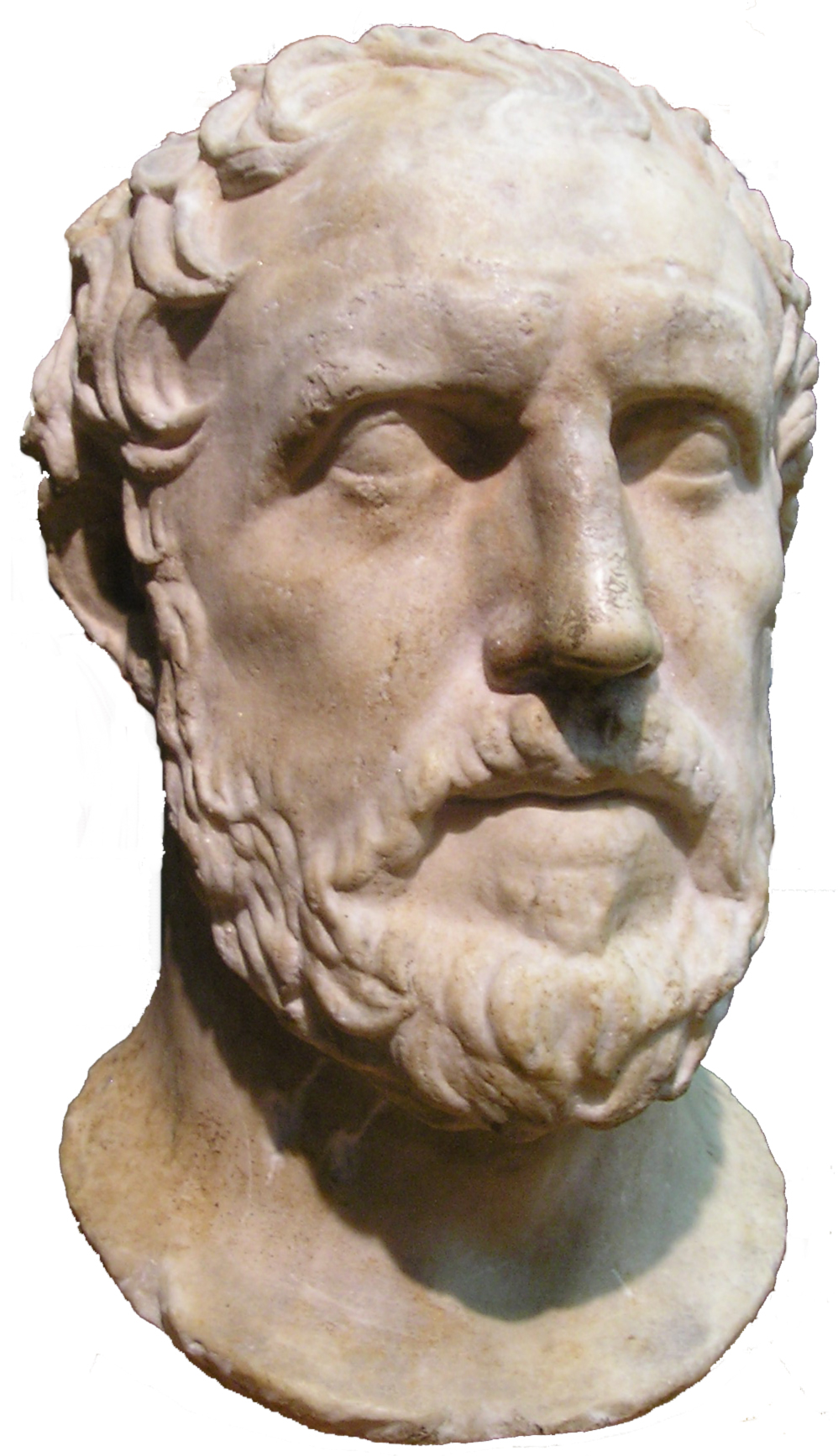
Виникнення науки про міжнародні відносини датується часом грецького історика Фукідіда (460 до н. е. — 395 до н. е.)

Міжнаро́дні відно́сини  — це сукупність політичних, економічних, соціальних, культурних та інших зв’язків і взаємовідносин між учасниками, що діють на міжнародній арені (державами і союзами держав, транснаціональними корпораціями, етнічними та національними групами, політичними і громадськими організаціями, суспільними рухами, окремими особами тощо). Міжнародні відносини як явище характеризуються: переважанням політичних (міждержавних) відносин; множинністю учасників (суб’єктів, акторів); відсутністю загальноприйнятих цінностей та правил поведінки; певною стихійністю (анархічністю) та непередбачуваністю; відсутністю єдиної центральної влади..

## Статус
У всіх випадках міжнародні відносини стосуються систем транскордонних соціальних взаємодій/відносин між політичними суб'єктами (державами), такими як суверенні держави, міжурядові організації, міжнародні неурядові організації, інші неурядові організації, транснаціональні корпорації, ширших світових систем (world-system), що утворюються в результаті цієї взаємодії та, за особливих умов, приватні особи. Міжнародні відносини є академічною та державною політичною сферою, і таким чином можуть бути позитивними та нормативними, оскільки аналізують і формулюють зовнішню політику вибраної держави.
Як політична активність міжнародні відносини датуються часом грецького історика Фукідіда (бл. 460—395 рр. до н. е.), але окрема наукова дисципліна у межах політології сформувались на поч. XX ст. (№ 5901 у 4-значній номенклатурі ЮНЕСКО). На практиці міжнародні відносини та міжнародні справи складають окрему академічну програму або галузь із політології, а викладені в ній курси значною мірою є міждисциплінарними.
Наприклад, міжнародні відносини спираються на галузі політики, економіки, міжнародного права, комунікаційних досліджень, історії, демографії, географії, соціології, антропології, кримінології та психології. Сфера міжнародних відносин охоплює такі питання, як глобалізація, дипломатичні відносини, державний суверенітет, міжнародна безпека, екологічна стійкість, розповсюдження ядерної зброї, націоналізм, економічний розвиток, глобальна фінансова система, тероризм та права людини.

## Історія
Дослідження міжнародних відносин починаються тисячі років тому. Баррі Бузан (Barry Buzan) та Річард Літтл (Richard Little) розглядають взаємодію древніх шумерських міст-держав, починаючи з 3500 р. до н. е., як першу повноцінну міжнародну систему.
Вивчення міжнародних відносин у галузі політології набуло актуальності під час холодної війни. Багато політологів побоювалися, що Радянський Союз і Сполучені Штати почнуть світову ядерну війну. Передбачалося, що вивчаючи, як країни взаємодіють одна з одною, було б простіше передбачити, якою буде реакція Сполучених Штатів або Радянського Союзу в будь-якій ситуації, що своєю чергою полегшить запобігання війні. Дослідження міжнародних відносин до недавнього часу було вивченням того, як держави взаємодіють з іншими державами. Однак новий світовий порядок державної системи після закінчення холодної війни вимагав переосмислення акторів.
Історія міжнародних відносин, заснована на суверенних державах та багатьох інших типах, часто простежується до Вестфальського миру 1648 р., який своєю чергою став важливим кроком у розвитку сучасних державних систем. До цього європейська середньовічна організація політичної влади була заснована на невизначеному ієрархічному релігійному порядку. Усупереч поширеній думці, Вестфалія все ще втілювала багаторівневі системи суверенітету, особливо в рамках Священної Римської імперії. Більшою мірою, ніж Вестфальський мир, Утрехтський договір 1713 р., як вважають, відображає формування норми про те, що суверені не мали внутрішніх рівних у межах визначеної території і ніяких зовнішніх начальників не були вищим органом влади на суверенних кордонах цієї території.
Століттями приблизно з 1500 до 1789 року виникли незалежні, суверенні держави, інституціоналізація дипломатії та армій. Французька революція додала до цього нової ідеї, що не принци або олігархія, а громадяни стану визначаються як нації, повинні бути визначені як суверен. Така держава, в якій нація суверенна, буде звідти називатися національною державою (на відміну від монархії чи релігійної держави). Термін «республіка» дедалі більше стає її синонімом. Альтернативна модель національної держави була розроблена у відповідь на французьку республіканську концепцію німцями та іншими, які замість надання суверенітету громадян, зберігали князів та шляхти, але визначали національну державність в етнічно-лінгвістичних умовах, встановлюючи рідко, якби колись виконав ідеал, що всі люди, що говорять однією мовою, повинні належати лише до однієї держави. Та ж претензія на суверенітет була зроблена для обох форм національної держави. (У сьогоднішній Європі лише кілька держав відповідають певному визначенню національної держави: багато хто продовжує мати королівські государі, і навряд чи вони етнічно однорідні).
Особлива європейська система, що передбачає суверенну рівність держав, експортується в Америку, Африку та Азію через колоніалізм і «стандарти цивілізації». Нарешті, сучасна міжнародна система була створена шляхом деколонізації під час «холодної війни». Проте це трохи занадто спрощено. Хоча національно-державна система вважається «сучасною», багато держав не включили цю систему і називаються «досучасними».
Більше того, кілька країн перетворилися за межі наполегливості на повний суверенітет і можуть вважатися «постмодерними». Спроможність сучасного МВ дискурсу пояснити відносини цих різних типів держав суперечлива. «Рівні аналізу» — це спосіб перегляду міжнародної системи, яка включає індивідуальний рівень, внутрішню державу як одиницю, міжнародний рівень транснаціональних та міжурядових справ та глобальний рівень.
Те, що чітко визнано теорією міжнародних відносин, не розвинулося до після Першої світової війни, і більш детально розглянуте нижче. Теорія МВ, однак, має давню традицію залучення до роботи інших суспільних наук. Використання капіталізацій «М» і «В» у міжнародних відносинах спрямоване на те, щоб відрізняти академічну дисципліну міжнародних відносин від явищ міжнародних відносин. Багато хто посилається на: Сунь-Цзи «Мистецтво війни» (VI ст. до н. е.), Фукідід «Історія Пелопоннеської війни» (V ст. до н. е.), Чанак'я «Артхашастра» (IV ст. до н. е.). Як натхнення для реалістичної теорії Томаса Гоббса та забезпечення її подальшої розробки: Томас Гоббс «Левіафан», Нікколо Мак'явеллі «Державець».
Аналогічним чином лібералізм спирається на творчість Канта та Руссо, а робота першого часто згадується як перша розробка теорії демократичного світу. Попри те, що сучасні права людини значно відрізняються від виду прав, передбачених природним правом, Франсиско де Віторія, Уго Гротіус та Джон Лок запропонували перші рахунки про універсальне право на певні права на основі загального людства. У 20 столітті, крім сучасних теорій ліберального інтернаціоналізму, марксизм був основою міжнародних відносин.
Основними течіями міжнародних відносин є:
1. з першої світової війни: ліберальний інтернаціоналізм (лібералізм чи ідеалізм) (Вудро Вільсон);
2. з часів Другої світової війни: реалізм (Ганс Моргентау);
3. 1940-ті роки: функціоналізм (Девід Мітрані);
4. 1950-ті роки: неофункціоналізм (Ернст Б. Хааз), трансактіонізм (Карл В. Дойч);
5. 1970-ті роки: неоліберальний інституціоналізм (=неолібералізм) (Роберт Кехан) з компонентами теорії взаємозалежності та теорії режиму;
6. 1980-ті роки: неореалізм (також називають структурним реалізмом) (Кеннет Ніл Волтц);
7. 1990-ті роки: (соціальний) конструктивізм (Олександр Вендт).

На додаток до цих основних напрямків існують і інші підходи, такі як наука про некромах, державна картельна теорія, англійська школа, феміністські теорії міжнародних відносин та постмодерністські підходи.

## Ліберальна міжнародна теорія проти міжнародної теорії реалізму
Двома сучасними великими школами теорії міжнародних відносин є міжнародні теорії лібералізму та реалізму.
Ліберальна теорія часто відзначається аналізом ідеального, або утопічного, результату. Однак теорія реалізму зосереджується на способах взаємодії держав. Відмінну дискусію щодо відмінностей природи цих двох теорій можна знайти в «Двадцятирічній кризі 1919—1939 рр.» Едварда Карра (він використовує термін «утопізм» для «лібералізму») або в «Політиці між народами» Ганса Моргентау.
Реалісти часто згадують Фукідіда як першого мислителя-реаліста, який залишив історію війни як «володіння на весь час», його стиль письма, в якому він керувався лише фактами з надійних джерел, і його концентрацію на владі в «Історії Пелопоннеської війни». Медіанському діалогові часто приділяється додаткова увага завдяки унікальному використанню діалогу, що спонукало багатьох вважати, що Фукідід намагається підкреслити важливу подію. Звідси виходить цитата: «Сильні роблять те, що мають владу робити, а слабкі визнають те, що вони повинні», виражаючи реалістичну тему рівноправних. Однак для цікавого огляду світогляду, який сформувався у письмовому вигляді Фукідіда, див. Р. Г. Коллінгвуд «Ідея історії».
Реалізм традиційно орієнтувався на владу, а в державній системі Вестфалії держава вважається найбільш владною. Оскільки йдеться про владу, реалізм більше сфокусувався на високій політиці, ніж на низькій політиці. Проте, як правило, з початку 90-х років війни відбувалися в межах штатів, а не між державами, це нині[коли?] переосмислюється в рамках реалізму.
Інші формувальні мислителі в теорії реалізму:
- Св. Августин з м. Гіппон («Про Град Божий»);
- Нікколо Мак'явеллі («Державець»);
- Томас Гоббс («Левіафан»);
- Карл Шмітт («Політична концепція»);
- Ганс Моргентау («Політика між народами»);
- Генрі Кіссинджер, Хедлі Булл («Анархічне суспільство»);
- Кеннет Ніл Волтц, Джон Міршаймер («Трагедія Великої Потужності»).

Лібералізм (також званий «ідеалізм») здобув популярність після закінчення першої світової війни і торжества вілсонівського лібералізму. Лібералізм у теорії міжнародних відносин загалом пов'язаний з інтернаціоналізмом, інституціоналізмом та соціалізмом. По суті, лібералісти вважають, що людська природа хороша, війни можна уникнути, і є моральний універсалізм. Вони не простежують довгої історії своєї теорії, як це роблять реалісти. Ключові теми включають міжнародне право, суверенітет, міжнародні організації та глобальне управління.
Формативні мислителі в ліберальній теорії:
- Франсиско де Віторія та Саламанкська школа;
- Іммануїл Кант («Вічний мир»);
- Володимир Ленін («Імперіалізм: вища стадія капіталізму»);
- Девід Гельд («Демократія та Глобальний Орден»).

## Критерії
- Специфіка учасників. На думку відомого французького філософа і соціолога Р. Арона, «міжнародні відносини — це відносини між політичними одиницями». Таким чином, для нього міжнародні відносини — це, насамперед, взаємодія між державами або «дипломатом» і «солдатом». На думку ж американського політолога Дж. Розенау, символічними суб'єктами міжнародних відносин є турист і терорист.
- Особлива природа. Міжнародні відносини є дуже складною і багатоаспектною сферою людської діяльності. Вони залишаються сферою непередбачуваності та не-зумовленості, а їхні закономірності мають стохастичний характер і кожна тенденція стикається на своєму шляху з безліччю контртенденцій. Тому на відміну від політичного життя всередині держав міжнародні відносини мають анархічний характер і відрізняються великою невизначеністю[3]. У результаті кожен їхній учасник змушений робити кроки, виходячи з непередбачуваності поведінки інших учасників.
- Критерій локалізації. На думку французького дослідника М. Мерля, міжнародні відносини — це «сукупність угод і потоків, які перетинають кордони, або ж мають тенденцію до перетинанню кордонів».
- МВ — об'єктивно-суб'єктивна реальність, що залежить від людської свідомості.

## Сфера досліджень
Завдяки дуже широкій області досліджень, охоплюючи всі явища з діапазоном, що перевищує межі країн, наука про міжнародні відносини є досить міждисциплінарною галуззю. Задіяні в ньому вчені використовують досягнення та науково-дослідний апарат таких наук, як політологія, право, історія, економіка, географія, соціологія, філософія, а іноді навіть психологія. Як наслідок, академічні дослідження в міжнародних відносинах зазвичай складаються з предметів, що містять елементи кожної з цих наук. Найбільш часто використовуваний поділ міжнародних відносин визнається їх критерієм. Традиційно найважливішими вважалися міжнародні політичні, військові та економічні відносини. В останні десятиліття дедалі більше значення в світовій науці про міжнародні відносини отримали такі напрямки, як міжнародні культурні, науково-технічні або екологічні відносини. Інші підрозділи також використовуються, наприклад, на основі географічного критерію (наприклад, міжнародні відносини в Європі).

## Теорія
Наука про міжнародні відносини поки що не змогла розробити одне систематичне і загальноприйняте теоретичне пояснення вивчених явищ та процесів. Натомість, як і в багатьох інших суспільних науках, існує багато течій та дослідницьких підходів. Найбільшу роль нині[коли?] виявляють три з них: реалізм, лібералізм і конструктивізм (кожен з них має багато різновидів, тоді як дослідники, які їх сповідують, часто згодні лише з найбільш загальними питаннями).
Суб'єкти, що беруть участь у міжнародних відносинах, називаються їх учасниками або акторами. У Польщі найчастіше приймається їх класифікація, запропонована Юзефом Кукулкою (пол. Józef Kukułka). Дослідник розрізняв чотири основних типи учасників:
- нації;

- країни;

- міжнародні організації;

- транснаціональні структури та сили.

Дещо по-іншому з цього питання розглядається наука міжнародного права, яка розробила концепцію суб'єктів міжнародного права.

### Епістемологія та теорія міжнародних відносин
Теорії міжнародних відносин можна розділити на два табори епістемології — «позитивістську» і «пост-позитивістську». Позитивістські теорії спрямовані на відтворення цих наукових методів, які дозволяють проаналізувати сили матеріального впливу. Як правило, зосереджені на характеристиках міжнародних відносин, таких як відносини між державами, розмір військової сили, балансу сил і т. п. Пост-позитивістська епістемологія, в свою чергу, відкидає ідею про те, що соціальний світ може бути розглянуто об'єктивно і без з урахування стандартів. Вона відкидає центральну ідею неореалізму / неолібералізму, таку як теорія раціонального вибору, на рівні, на якому науковий метод не застосовується в суспільстві та неможливо вивчити міжнародні відносини.
Основна відмінність між цими двома позиціями полягає в тому, що позитивні теорії, такі як нео-реалізму пропозиції неформального пояснення (наприклад, чому і як накопичується сила). Постпозитивістські теорії зосереджуються на питаннях, наприклад, про те, що розуміється під назвою «сила»; як її заробити, як вона збирається і як її можна відтворити. Часто постпозитивістські теорії чітко підтримують нормативний підхід до міжнародних відносин, включивши етику. «Традиційні» міжнародні відносини часто ігнорувалися, в той час як позитивістські теорії сформували різницю між «фактами» і нормативними рішеннями, або поняттям «цінність».
Дебати у 1980—1990 роках між позитивістами та пост-позитивістами стали домінуючими дискусіями і описуються як один з трьох «найбільших дебатів» цього періоду.

## Класифікація
1. На основі класового критерію:
- відносини панування і підпорядкування (відношення в епоху феодалізму і капіталізму);
- відносини співпраці та взаємодопомоги (теорія соціалістичного світу);
- перехідні відносини (відносини між країнами, що розвиваються, що звільнилися від колоніальної залежності).

2. На основі загальноцивілізаційного критерію:
- МВ, засновані на балансі сил;
- МВ, засновані на балансі інтересів.

3. За сферами суспільного життя:
- економічні;
- політичні;
- військово-стратегічні;
- культурні;
- ідеологічні.

4. На основі взаємодіючих учасників:
- міждержавні відносини;
- міжпартійні відносини;
- відносини між міжнародними організаціями, ТНК, приватними особами.

5. За ступенем розвитку й інтенсивності:
- відносини високого рівня;
- відносини середнього рівня;
- відносини низького рівня.

6. На основі геополітичного критерію:
- глобальні / загальнопланетарні;
- регіональні;
- субрегіональні.

7. За ступенем напруженості:
- відносини стабільності та нестабільності;
- відносини довіри та ворожнечі;
- відносини співпраці та конфлікту;
- відносини миру та війни.

## Закономірності
1. Головною дійовою особою МВ є держава. Основна форма діяльності — дипломатія. Останнім часом набирають популярність ідеї транснаціоналістів, які вважають, що в сучасних умовах роль держави падає, при цьому роль інших чинників (ТНК, міжнародні урядові та неурядові організації) зростає.
2. Державна політика існує в двох вимірах — внутрішньому (внутрішня політика, яка є предметом політології) і зовнішньому (зовнішня політика, яка є предметом міжнародних відносин).
3. Основа всіх міжнародних дій держав криється в їх національних інтересах (перш за все, прагнення держав забезпечити безпеку, суверенітет і виживання).
4. Міжнародні відносини — це силова взаємодія держав (баланс сил), в якому перевагою володіють найбільш могутні держави.
5. Баланс сил може приймати різні форми — однополярну, біполярну, трьохполярну, мультиполярну конфігурацію.

Універсальність закономірностей МВ полягає в тому, що:
- дія універсальних міжнародних закономірностей стосується не окремих регіонів, а всієї світової системи в цілому;
- закономірності МВ спостерігаються в історичній перспективі, в спостережуваний період і в майбутньому;
- закономірності МВ охоплюють усіх учасників МВ і всі сфери суспільних відносин.

Оскільки предметна область теорії міжнародних відносин — це сфера політики, ця наука належить до області політичного знання. Більш того, до недавнього часу вона розглядалась як один з розділів політичної науки. На початковому етапі розвитку сучасної політології не приділялося уваги міжнародним відносинам. Перша світова війна змінила ситуацію. Багато державних діячів перебували в полоні застарілих уявлень і суджень і не до кінця передбачили наслідки прийнятих ними рішень. Підсумки війни підштовхнули наукове співтовариство уважніше підійти до теми міжнародних відносин. По закінченню Другої світової війни створена в рамках системи ООН спеціальна організація з питань культури і освіти — ЮНЕСКО — провела низку заходів з конституювання політології як міжнародно визнаної наукової дисципліни. Структура політичної науки:
```
1) Політична теорія
2) Теорія політичних інститутів
3) Вивчення партій, груп, громадської думки
4) 
Теорія міжнародних відносин
```

була широко поширена на заході завдяки великій кількості мислителів (переважно американських) в СРСР, в період відлиги було створено безліч науково-дослідних центрів з міжнародної тематики.

## Канонічні парадигми теорії міжнародних відносин

### Ліберально-ідеалістична парадигма
У своєму розвитку ліберально-ідеалістична парадигма пережила кілька періодів підйому, найбільші з яких відносяться до початку і кінця XX століття. На початку XX століття в лібералізмі простежувалися три основні течії:
- течія, яка покладала надії на правове врегулювання міжнародних відносин (наприклад, за допомогою прийняття різних міжнародних конвенцій);
- течія, яка покладала надії на впорядкування міжнародних відносин за допомогою міжнародних організацій (наприклад, Ліги Націй);
- течія, яка робила акцент на роззброєння.

Безпосереднім втіленням в політичній практиці ідей ліберального ідеалізму стали такі документи, розроблені після Першої світової війни, як програма Вудро Вільсона про створення Ліги Націй (1917), пакт Бріана — Келлога (1928; відмову від війни як знаряддя національної політики) і доктрина Стімсона (1932; невизнання будь-яких змін, досягнутих за допомогою сили).
Новий підйом ліберально-ідеалістичних ідей припадає на закінчення холодної війни, в ході якої панували ідеї політичного реалізму і неореалізму. При цьому ліберальна течія перетвориться з урахуванням нових реалій в неолібералізм.
Основні положення ліберально-ідеалістичної парадигми:
- Учасники міжнародних відносин — широке коло акторів, яке поєднує не тільки держави, а й міжнародні урядові організації, міжнародні неурядові організації, транснаціональні корпорації, громадські об'єднання та приватні особи. Держава не може вважатися раціональним і універсальним актором. Міжнародна політика держави — це постійна боротьба, узгодження інтересів різних суб'єктів.
- У міжнародних відносинах відсутня верховна влада, однак це не веде до панування принципу «допоможи собі сам». Розширення повноважень міжнародних організацій, розробка і прийняття норм міжнародного права привносить раціональний елемент в міжнародні відносини, завдяки якому уможливлює рівноправну участь в міжнародній політиці різних держав, а не тільки великих держав.
- Міжнародні відносини не можна зводити лише до стану миру і війни. Міжнародні процеси різноманітні, а завдяки зростанню взаємозалежності світу і формування світової спільноти, можна говорити про зростання міжнародного співробітництва.
- У всьому різноманітті цілей, які мають міжнародні актори, пріоритет віддається загальнолюдським цінностям і принципам, які ведуть до формування регульованого світового порядку.
- Врегулювання різних конфліктів і суперечок можливо мирним шляхом, за допомогою наявних міжнародних організацій і норм міжнародного права. Пріоритет ліберально-ідеалістичної парадигми — створення системи колективної безпеки, відмова від війни як інструменту міжнародної політики.
- Майбутнє міжнародних відносин — створення загальносвітового співтовариства. Не виключена можливість створення світового уряду.

### Політичний реалізм
Найбільш відомими представниками політичного реалізму в міжнародних відносинах є Ганс Моргентау, Реймон Арон, Джордж Кеннан, Едвард Карр, Фредерік Шуман, Кеннет Томпсон. Дана парадигма сформувалася в першій половині XX століття, хоча її витоки можна простежити ще в роботах Фукідіда, Н. Макіавеллі, Т. Гоббса. Основний імпульс в своєму розвитку політичний реалізм отримав в результаті серйозної критики різних утопічних теорій в політиці, які ігнорували силовий характер міжнародних відносин. Розглядаючи людину як егоїстичну істоту, представники такої парадигми звертаються насамперед до дослідження речей, які вже існують в міжнародних відносинах, а не тих, які можливо з'являться в майбутньому.
Основні положення політичного реалізму:
1. Головними учасниками міжнародних відносин є держави. Держави — раціональні однорідні політичні організми. Тільки держави володіють легітимним правом оголошення і ведення воєн, укладення міжнародних договорів тощо. Суть міжнародної політики визначають насамперед великі держави, які можуть підтримувати або порушувати міжнародну стабільність. Вони роблять те, що можуть, в той час як слабкі держави — що їм дозволять. Тому великі держави можуть жертвувати інтересами малих держав.
2. Міжнародні відносини носять анархічний характер. Кожен керується тільки своїми інтересами, тому основний стимул держав на міжнародній арені — національні інтереси. Позаяк в міжнародних відносинах відсутня верховна влада, то в них панує принцип «допоможи собі сам».
3. У міжнародних відносинах в умовах існування інтересів у кожної з держав неможливо уникнути конфліктних ситуацій. Тому в основі міжнародних процесів лежить міждержавний конфлікт або його крайня форма — війна. Хоча представники політичного реалізму не виключають існування інших видів міжнародних процесів, всі вони носять, на їхню думку, підлеглий характер по відношенню до війни, а мир — це ідеальна ситуація, що має тимчасовий характер. Міжнародна ж співпраця виявляється, перш за все, у формі військових і військово-політичних союзів. Найефективнішим засобом забезпечення миру, згідно політичного реалізму, є баланс сил, який виникає як із зіткненням національних інтересів, так і з поваги прав один одного, спільності культур.
4. Так як в міжнародних відносинах національні інтереси держав постійно стикаються, то основною метою держав є забезпечення власної безпеки. Головний ресурс її забезпечення — влада в найширшому сенсі, головною ознакою якої є здатність контролювати поведінку інших учасників міжнародних відносин. Інші мотиви поведінки держави на міжнародній арені&nbap;— підвищення престижу держави і задоволення економічних інтересів шарів, що мають політичну вагу в державі.
5. Головним засобом забезпечення безпеки держави є сила або загроза застосування сили, які є основним матеріальним чинником, що забезпечує політичну міць держави. Анархічний характер міжнародних відносин неможливо подолати за допомогою вдосконалення норм міжнародного права, які навпаки повинні підтримувати верховенство сили й ієрархії.
6. Природу міжнародних відносин не можна змінити, можна лише змінити конфігурацію політичних сил.

### Марксистсько-ленінська парадигма
Хоча в сучасних умовах марксистсько-ленінська парадигма є, здебільшого, маргінальною, ідеї марксизму-ленінізму зберігають міцні позиції в теорії міжнародних відносин, надаючи також значний вплив на інші міжнародно-політичні науки.
Основні положення марксистсько-ленінської парадигми:
1. Головною дійовою особою міжнародних відносин є соціальні класи (буржуазія і пролетаріат), тому держави як актори міжнародних відносин вторинні. Національні держави були створені буржуазією з метою класового панування і підпорядкування. На підставі своїх егоїстичних цілей (отримання надприбутків, пошук дешевої робочої сили, нових ринків збуту продукції) і з використанням зовнішньополітичних інструментів держави буржуазія дестабілізує міжнародні відносини, сприяє розгортанню воєн і конфліктів.
2. Міжнародні відносини не відрізняються від внутрішньо суспільних відносин (виняток — масштаб), мають «вторинний і третинний» характер (є одним з елементів надбудови, яка визначається економічним базисом; відображають особливості взаємодії буржуазії і пролетаріату в рамках національних держав), носять капіталістичний характер.
3. Головні міжнародні процеси — соціалістичні революції, класові конфлікти, кризи і війни.
4. Цілі учасників міжнародних відносин діаметрально протилежні: буржуазія прагне до отримання прибутку, пролетаріат — до світової соціалістичної революції, яка звільнить світ від експлуатації з боку буржуазії і встановить соціалістичний, а потім комуністичний лад.
5. Засоби досягнення цих цілей також різняться: буржуазія використовує посилення експлуатації, пролетаріат — світову соціальну революцію.
6. Майбутнє міжнародних відносин визначено об'єктивними законами суспільного розвитку. Відбудеться відмирання держави, встановляться прості норми моральності і справедливості.

## Сучасні теорії міжнародних відносин

### Неореалізм
Виникнення школи неореалізму, або структурного реалізму, пов'язують з публікацією в 1979 році книги Кеннета Волтца «Теорія міжнародної політики». Інші видатні представники даної течії в міжнародних відносинах: Б. Бузан, Р. Гілпін, П. Кеннеді, Дж. Модельскі, С. Волт, Дж. Міршаймер, В. Томпсон, Дж. Снайдер, В. Волфорт, Д. Сноу, К. Холсті, К. Лейн, Р. Джервіс, З. Бжезінський, Ф. Фукуяма, С. Гантінгтон.
Виникли нові поняття: система міжнародних відносин, середовище міжнародних відносин, військова та економічна безпека, баланс інтересів, стратегічне партнерство, ядерне стримування, міжнародна безпека.
Основні положення неореалізму:
1. Неореалізм починається з посилки, згідно з якою теорія міжнародних відносин і теорія світової політики — це не одне і те ж. Згідно з неореалізмом, міжнародні відносини — це міждержавні відносини, а світова політика — взаємодія недержавних акторів.
2. Міжнародні відносини розглядаються як цілісна система, яка функціонує у відповідності з певними законами. Тільки системний аналіз може розкрити природу міжнародних відносин.
3. Неореалізм переносить центр пояснення міжнародної поведінки на рівень міжнародної системи, структурні властивості якої не залежать від зусиль малих і середніх держав, а є результатом взаємодії між великими державами. Відносини між великими державами і іншими державами не є однозначно анархічними, бо залежать переважно від волі великих держав. Крім того, Волтц виділив три основних принципи структури міжнародних відносин («структурна тріада»). По-перше, держави насамперед керуються мотивом виживання. По-друге, учасниками міжнародних відносин залишаються тільки держави, бо інші актори не наздогнали і не перегнали провідні держави за наявністю повноважень і владних можливостей. По-третє, держави неоднорідні, і відрізняються можливостями і потенціалом.
4. Неореалізм прагне знайти і вичленувати економічні відносини від політичних.
5. Неореалізм відрізняє прагнення до методологічної суворості.
6. Головні актори — держави та їх союзи. Їх основні цілі — захист національних інтересів, безпека держави і збереження статус-кво в міжнародних відносинах. Основні засоби досягнення цих цілей — сила і союзи.
7. Рушійна сила міжнародних відносин — у жорсткому стримуванні впливу структурних обмежень міжнародної системи.

Схожість неореалізму і політичного реалізму:
1. Як реалісти, так і неореалісти вважають, що, бо природа міжнародних відносин не змінюється протягом тисячоліть, то немає підстав вважати, що вони придбають якийсь інший характер в майбутньому.
2. Обидві теорії вважають, що всі спроби зміни міжнародної системи, засновані на ліберально-ідеалістичних підставах, заздалегідь приречені на провал.

### Неокласичний реалізм
Вперше термін «неокласичний реалізм» був використаний Гідеоном Роузом у 1998 році для опису групи теоретичних підходів в теорії міжнародних відносин, які прагнуть синтезувати структурний реалізм і теорію зовнішньої політики з метою пояснення і прогнозування змін у зовнішній політиці держави. Інші видатні представники даної течії в міжнародних відносинах: Дж. Міршаймер, В. Волфорт, Р. Швелер, Крістенсен, Ф. Закарія та інші.
Основні положення неокласичного реалізму:
1. Зовнішня політика держави, її зміни розглядаються через призму діяльності державних і недержавних акторів на внутрішньодержавному рівні.
2. Держава реагує на міжнародні загрози, створюючи громадську коаліцію, що дозволяє інтегрувати необхідні для зовнішньополітичної відповіді ресурси.

### Неолібералізм
Відродження позицій ліберально-ідеалістичної парадигми, підірваних в ході холодної війни, відбулося після розпаду біполярної системи міжнародних відносин. При цьому початкова парадигма, зважаючи на істотні зміни на міжнародній арені (посилення міжнародних інтеграційних процесів; поява нових держав на політичній карті світу, нетрадиційних загроз безпеки; процеси, пов'язані з глобалізацією), була піддана глибокій трансформації, яка привела до формування ідей неолібералізму. Найбільш відомими представниками неолібералізму стали Роберт Кохен і Джозеф Най.
Відмінними рисами нової парадигми стали наступні положення:
1. Як і в ліберально-ідеалістичній парадигмі, неоліберали вважають, що держава не є єдиним учасником міжнародних відносин. Зростає роль таких нетрадиційних акторів як ТНК, міжнародних організацій, терористичних і кримінальних організацій, індивідів тощо.
2. Збільшення числа учасників міжнародних відносин має і ряд негативних наслідків, насамперед, збільшується число джерел і росте різноманіття загроз для суспільства і всього людства. Кращим рішенням у цій ситуації є концепція кооперативної безпеки. Таким чином, у центрі неолібералізму знаходяться проблеми міжнародної безпеки.
3. Головною метою учасників міжнародних відносин, на думку прихильників неолібералізму, є міжнародна безпека, в той час як представники ліберально-ідеалістичної парадигми вказували на плюралізм цілей з пріоритетом універсальних ідеалів і людських цінностей.
4. Однією з умов досягнення міжнародної стабільності, світового порядку і соціального прогресу є розвиток міжнародного співробітництва, яке також сприяє зростанню економічного достатку.
5. Головні засоби міжнародних відносин — поширення ідеалів ліберальної демократії і ринку, а у лібералів — створення міжнародних організацій, розвиток міжнародного права і співробітництва.
6. Центр ваги переноситься з міжнародного права і міжнародних організацій, діяльність яких найчастіше виявляється безплідною, на міжнародну мораль. При цьому головними критеріями моральності висуваються ліберальна демократія і права людини, на основі яких в майбутньому можливе створення нового світового порядку.
7. У своїх теоретичних побудовах неолібералізм зближується з неореалізмом, в той час як ліберально-ідеалістична парадигма знаходиться з ним в конфронтації.

Схожість між неолібералізмом і неореалізмом:
1. Раціоналізм. У центрі обох парадигм — раціональний політик, керований раціональним розрахунком. Для неолібералів розрахунок визначається, перш за все, міркуваннями добробуту і безпеки, для неореалістів — міркуваннями влади.
2. І неоліберали, і неореалісти вважають, що в основі міжнародних відносин лежить національний інтерес.
3. Обидві парадигми вивчають, хто з учасників міжнародних відносин перебуває в більш вигідному становищі.

Відмінності між неолібералізмом і неореалізмом:
1. На думку неолібералів, анархічність міжнародних відносин (відсутність верховної влади) переборна, в той час як неореалісти вважають, що ні.
2. Неоліберали вважають, що вигода від міжнародного співробітництва абсолютна, тобто співпраця завжди вигідна. На думку неореалістів, вигода відносна, бо жодна держава не піде на отримання меншої абсолютної вигоди, ніж будь-яка інша.
3. Причина міжнародного співробітництва для неолібералів — максимальне економічне процвітання, для неореалістів — військова безпека.
4. На думку неореалістів, поведінка держави визначається системним примусом і обмеженнями, а також їх реальними можливостями і здібностями. Наміри держав невизначені, тому їх не можна використовувати як інструмент аналізу. Неоліберали не відкидають значення реальних можливостей держав, проте вважають, що державні наміри грають важливу роль, тому їх завжди потрібно враховувати.

### Неомарксизм
"Неомарксизм також заявляє про себе через критику основних положень реалістичної парадигми. Прихильники неомарксизму представляють світ у вигляді глобальної системи різноманітних економік, держав, суспільств, ідеологій і культур. Неомарксисти вводять в тезаурус міжнародних відносин поняття «світ-система» і «світ-економіка». Поняття «світ-економіка» відображає саму велику систему взаємодії міжнародних акторів, провідну роль в якій грають економічно найбільш сильні. Основні риси світ-економіки — це всесвітня організація виробництва, посилюється координація виробничих комплексів, інтернаціоналізація капіталів і зменшення можливостей державного втручання в сферу фінансів. Як стверджують неомарксисти, держави, які раніше захищали себе від зовнішніх потрясінь, сьогодні перетворюються на агентів, що передають національним економікам вимоги світ-економіки з метою адаптації до умов конкуренції на світовому ринку. При цьому зазначені процеси, як і відповідні структури, є результатом діяльності людей, продуктом історії. Але існують і процеси, протилежні глобалізації, — диверсифікація економічних, політичних, громадських, соціокультурних та інших організацій і структур, пошуки шляхів розвитку. На думку представників неомарксизму, радикально-ліберальна ідеологія прагне завуалювати ці процеси. Вона вселяє людям, що альтернативи глобалізації немає, що в основі яка спостерігаються на світовій арені жорсткої конкуренції, дерегламентації взаємодій і егоїзму лежить економічна логіка.

### Перша «велика суперечка»
Перша дискусія виникає в 1939 році у зв'язку з виходом у світ книги англійського вченого Едварда Карра «Двадцять років кризи». У ній з позицій політичного реалізму були піддані критиці основні положення ідеалістичної парадигми. Реалісти Ганс Моргентау (Morgenthau H. Politics among Nation. The Struggle for Power and Peace. N. Y., 1948) і його прихильники після другої світової війни виступили ініціаторами продовження цієї дискусії. У нових історичних умовах перемога реалістів над ідеалістами здавалася безперечною.

### Друга «велика суперечка»
Друга «велика суперечка» розпочалася в 50-ті роки XX ст. і отримала особливе напруження в 60-ті, коли модерністи, прихильники нових підходів і методів дослідження міжнародних відносин, піддали різкій критиці постулати політичного реалізму. Вчені нового покоління (Квінсі Райт, Мортон Каплан, Карл Дойч, Девід Сінгер, Калев Холсті, Ернст Хаас та інші) Виступили за застосування при вивченні МВ наукового інструментарію, методів і методик, запозичених з точних наук. «Модерністи» фактично не брали під сумнів теоретичні позиції своїх опонентів, вони зосередилися на методологічній стороні науки. Ось чому, попри зовній непримиренний тон, учасники дискусії в кінці суперечки дійшли взаємної згоди, що в дослідженнях міжнародних проблем необхідно поєднувати «традиційні» і «наукові» методи.

### Третя «велика суперечка»
У центрі третьої «великої суперечки», що почалася наприкінці 70-х — початку 80-х років і практично не завершена дотепер, виявилася роль держави як учасника МВ, значення національного інтересу і сили для розуміння суті того, що відбувається на світовій арені. Прихильники різних теоретичних течій, яких умовно можна назвати транснаціоналістами (Роберт Кохен, Джозеф Най, Йел Фергюсон та інші), Продовжуючи традиції теорії інтеграції (Девід Мітрані) і взаємозалежності (Ернст Хаас, Девід Моурс) висунули ідею: політичний реалізм і властива йому етатистська парадигма не відповідають характеру і основним тенденціям міжнародних відносин, вони повинні бути відкинуті. Різноманіття учасників, видів взаємодій та їх каналів, на їхню думку, витісняють державу з центру міжнародного спілкування, трансформуючи МВ з міждержавних в транснаціональні. Під впливом транснаціоналістів у міжнародно-політичній науці з'являється ряд нових теорій, зокрема, концепції глобалізації, регіоналізації тощо. Разом з тим відмінності, за якими розходяться основні парадигми, продовжують зберігатися. Більшість дослідників продовжують виходити з того, що держави залишаються головними учасниками міжнародних відносин.

## Світова політика
Міжнародна, або світова політика є ядром міжнародних відносин.
Світовою політикою називають процеси вироблення, прийняття і реалізації рішень, які зачіпають життя світового співтовариства.
Світова політика:
1. Як наукова дисципліна виникла в другій половині XX століття, головним чином в рамках неоліберальної теоретичної традиції.
2. Її витоки йдуть у дослідження міжнародних організацій, міжнародних політико-економічних процесів, політології (насамперед порівняльної), теоретичних досліджень міжнародних відносин.
3. Займається проблемами сучасного стану, а також тенденціями розвитку світової політичної системи.
4. У якості учасників міжнародної взаємодії розглядає не тільки держави (які визнає як головних акторів) і міжурядові організації, а й недержавних акторів (неурядові організації, ТНК, внутрішньодержавні регіони тощо).
5. Розглядає міжнародні проблеми у взаємозв'язку один з одним і в єдиному загальносвітовому контексті.
6. Не робить різкого протиставлення між внутрішньою і зовнішньою політикою.

## Учасники міжнародних відносин
У міжнародних відносинах діє величезна кількість різних учасників.
Але дотепер переважаючим залишається погляд, що основними суб'єктами світової політики є держави і групи (союзи) держав.
Однак сьогодні окреслилася об'єктивна тенденція розширення учасників міжнародних відносин.
Усе більш важливими суб'єктами в міжнародних відносинах стають міжнародні організації.
Вони зазвичай поділяються на міждержавні (міжурядові) та неурядові організації.

## Теорія міжнародних відносин
Теорія міжнародних відносин як дисципліна в рамках соціальної науки вивчає світовий «порядок», тобто сукупність всіх інститутів, що визначають форму інтеграції та взаємодії між безліччю локальних спільнот.

### Геополітика
Геополітика (грец. γη — земля + πολιτική — державні або суспільні справи) — громадська наука про контроль над простором. Традиційно цей термін застосовується головним чином для опису впливу на політику географічних чинників, але його вживання в XX столітті набуло більш широкий характер.
Геополітика — міждисциплінарна наука про закономірності розподілу і перерозподілу сфер впливу (центрів сили) різних держав і міждержавних об'єднань в багатовимірному комунікаційному просторі Землі. Розрізняють традиційну геополітику, нову геополітику (геоекономіку) та новітню геополітику (геофілософію). Традиційна геополітика робить акцент на військово-політичну міць держави і домінуючу роль географічних чинників у захопленні чужих територій, є (за Хаусхофером) географічним розумом держави. Геоекономіка на відміну від традиційної геополітики робить акцент на економічній могутності держави. Новітня геополітика, в якій домінує сила духу над військовою і економічною потужністю, сприяє подоланню традиційного географічного та економічного детермінізму за рахунок розширення базисних факторів, що визначають поведінку держав у міжнародних відносинах.

### Геостратегія
Геостратегія (географічна стратегія) — політична наука, яка визначає засоби і методи для досягнення геополітичної мети держави або групи держав-союзників — збереження і збільшення потужності держави або союзу держав, а в несприятливих умовах кризи — мінімізації збитку і відновлення початкового докризового стану.
Геостратегія оперує категоріями соціуму, економіки, політики, національної культури, військової могутності та інших стратегічних елементів не тільки держави-замовника або замовника-союзу держав, але також вивчає і враховує стратегічний потенціал інших держав, підрозділяючи їх у загальному вигляді на потенційних союзників, противників або нейтралів, а також завжди враховує стратегічні властивості географічного середовища, в якій геостратегія реалізується. Геостратегія є інструментом національної, а в союзі держав — союзної геополітики. В ієрархії політичних наук займає підлегле становище по відношенню до політики і геополітики. Складовими необхідними і невід'ємними частинами геостратегії є національна стратегія і стратегічна географія.

### Системи міжнародних відносин
У теорії міжнародних відносин виділяються кілька систем:
- Вестфальська система міжнародних відносин (після закінчення Тридцятилітньої війни в 1648 р). Їй властива ідея балансу сил;

- Віденська система міжнародних відносин (після закінчення Наполеонівських війн в 1814 р). Їй властива ідея європейського концерту;

- Версальсько-Вашингтонська система міжнародних відносин (за результатами Першої світової війни);

- Ялтинсько-Потсдамська система міжнародних відносин (за результатами Другої світової війни) лягла в основу біполярного світу з лінії протистояння Схід (блок соціалістичних держав) — Захід (капіталістичний світ).

Дослідники переважно згодні вважати Ялтинсько-Потсдамску систему завершеною в 1991 р. з розпадом СРСР і припиненням біполярного протистояння, однак, немає єдності у визначенні найменування системи МВ на нинішньому етапі. Певна їх частина вважає прийнятним назву Біловезька епоха, інші дотримуються назви Post Cold-War era.
- Сучасна система міжнародних відносин з 1991 року дотепер характеризується пануванням США у світовій системі. Серед експертів в міжнародних відносинах ведуться дискусії про занепад так званої Американської імперії, про крах міжнародної економічної системи, заснованої на американському доларі, про підйом держав БРІКС, проте США продовжують залишатися лідером у багатьох сферах міжнародного життя.

## Спеціалізовані програми з міжнародних відносин
- Elliott School of International Affairs[en]
- Fletcher School of Law and Diplomacy[en]
- Paul H. Nitze School of Advanced International Studies[en]
- School of International and Public Affairs[en]
- Woodrow Wilson School of Public and International Affairs[en]
- Женевський інститут міжнародних відносин та розвитку
- Московський державний інститут міжнародних відносин
- Київський інститут міжнародних відносин

## Дипломатія

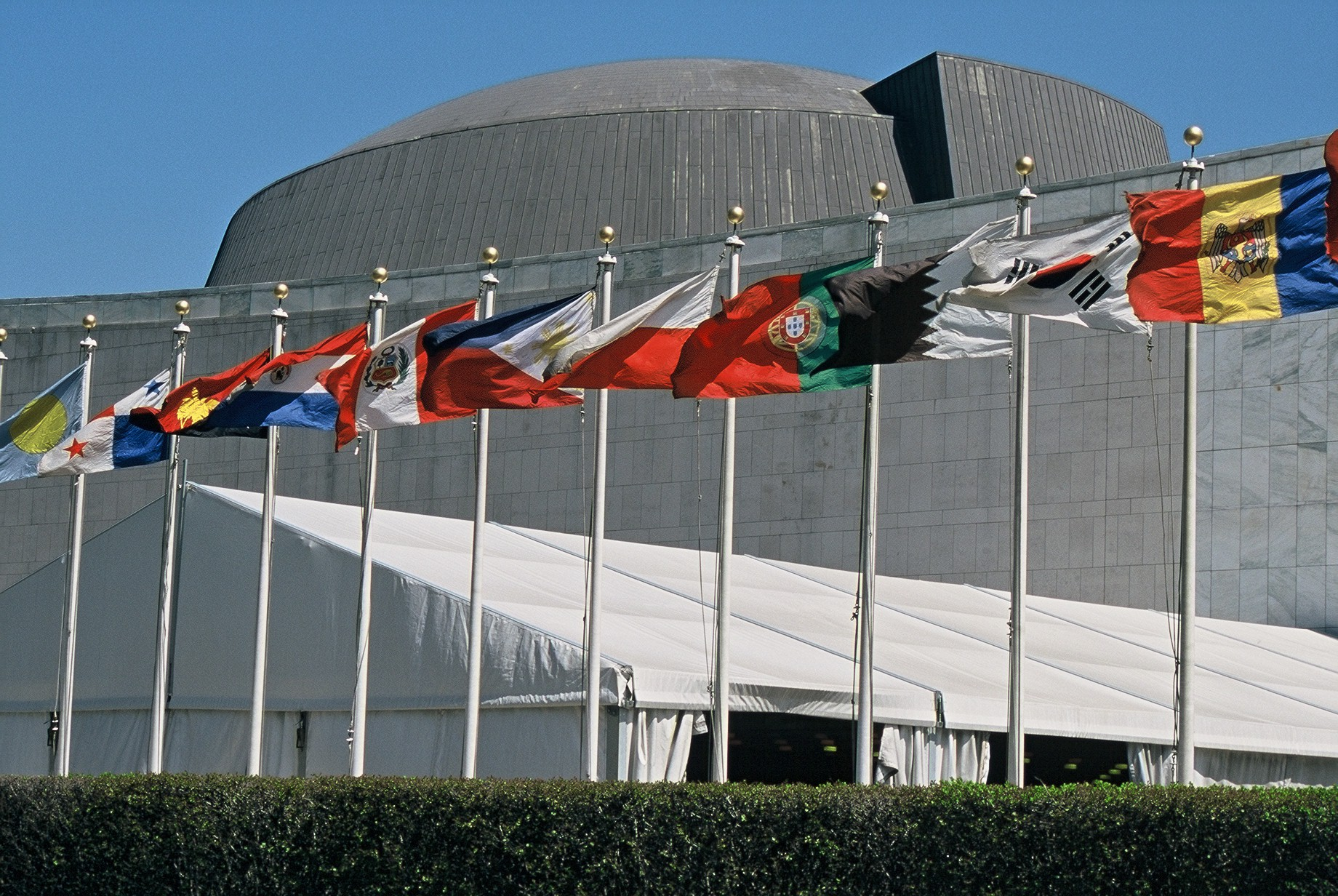
Стяги ООН

Диплома́тія — засіб здійснення зовнішньої політики, внутрішнього регулювання держави, народної дипломатії, що являє собою сукупність невоєнних практичних заходів, прийомів і методів, застосовуваних з урахуванням конкретних умов і характеру розв'язуваних задач; офіційна діяльність глав держав і урядів, міністрів закордонних справ, відомств іноземних справ, дипломатичних представництв за кордоном та державі, делегацій, представництв народної дипломатії на міжнародних конференціях зі здійснення цілей і задач зовнішньої політики держави, захисту прав та інтересів держави, його установ і громадян за кордоном та у державі.

Із поняттям диплома́тії пов'язують мистецтво ведення переговорів для запобігання чи врегулювання конфліктів, пошуків компромісів і взаємоприйнятих рішень, розширення і поглиблення міжнародного співробітництва та в самій державі.

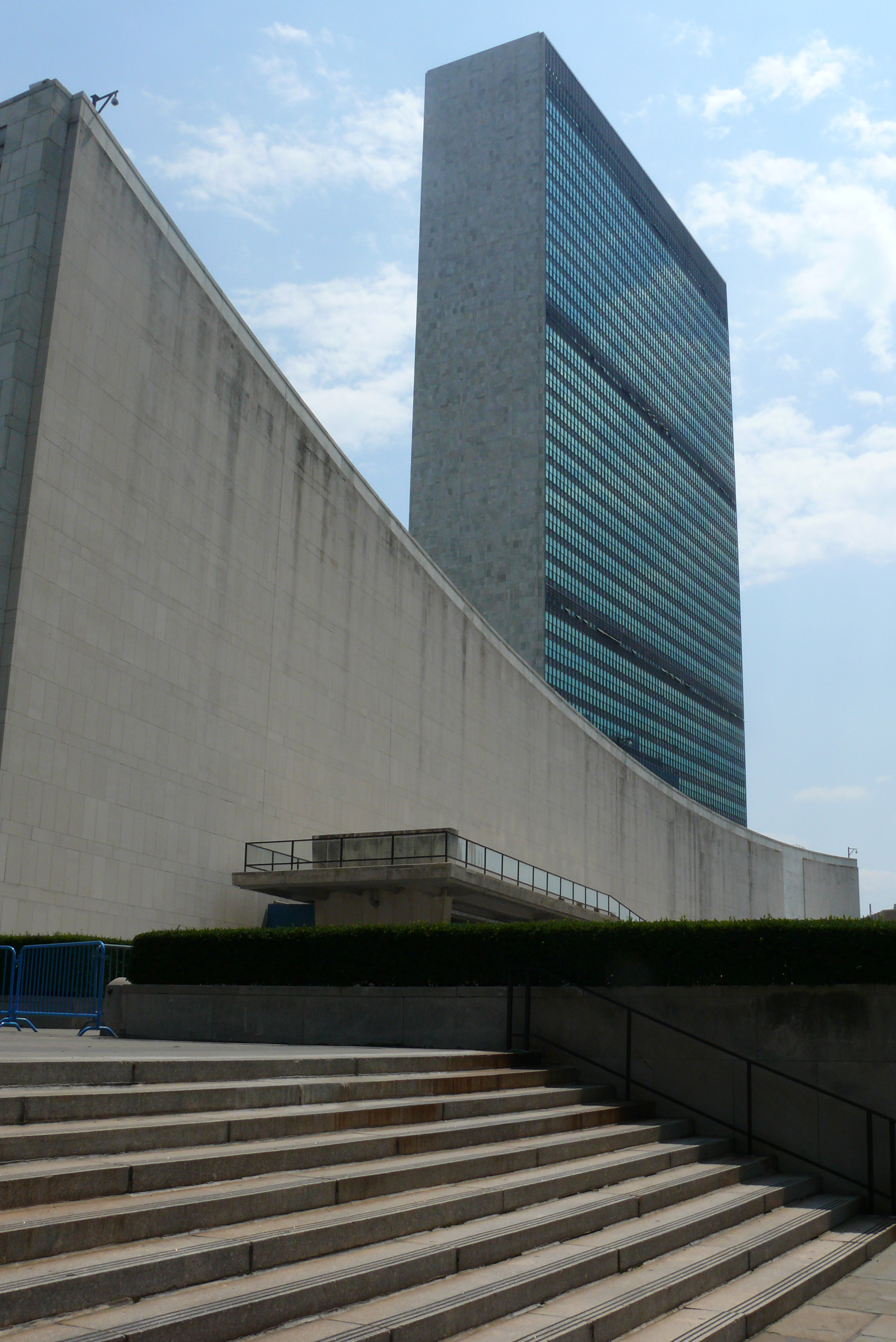
Будівля Секретаріату Організації Об'єднаних Націй у штаб-квартирі Організації Об'єднаних Націй у Нью-Йорку

## Міжнародні організації
Міжнародні установи становлять життєво важливу частину сучасних міжнародних відносин. Значна взаємодія на системному рівні регулюється ними, і вони витісняють деякі традиційні інститути та практики міжнародних відносин, такі як використання війни (крім самооборони).

### Генеральні міждержавні організації

#### Організація Об'єднаних Націй
Основна стаття: Організація Об'єднаних Націй
Організація Об'єднаних Націй (ООН) — це міжнародна організація, яка описує себе як «глобальну асоціацію урядів, яка сприяє співпраці у міжнародному праві, міжнародній безпеці, економічному розвитку та соціальній справедливості»; це найвизначніша міжнародна установа. Багато юридичних установ виконують ті самі організаційні структури, що й ООН.

#### Організація ісламської співпраці
Основна стаття: Організація ісламського співробітництва

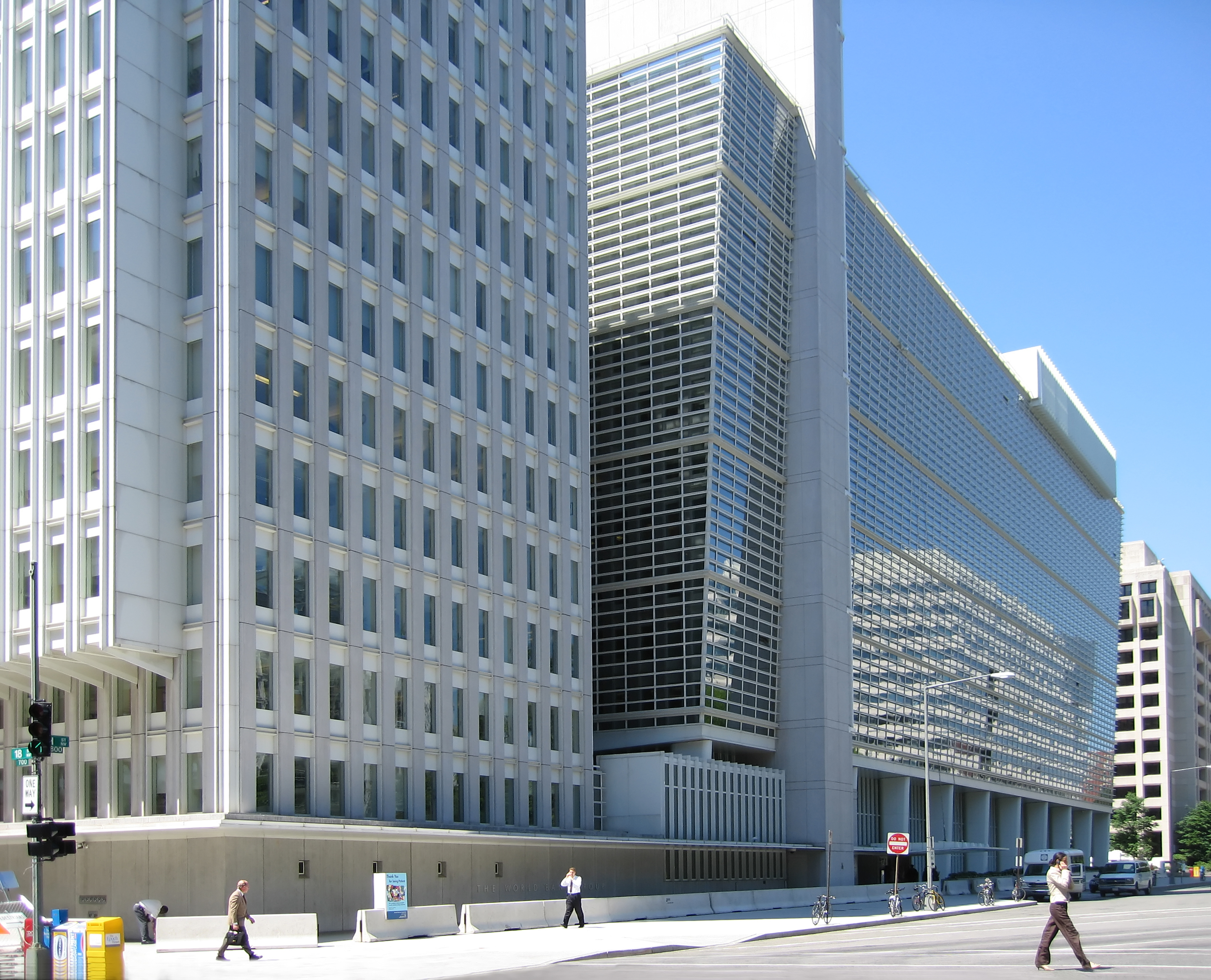
Штаб світового банку у Вашингтоні, округ Колумбія.

Організація ісламського співробітництва (ОІС) є міжнародною організацією, що складається з 57 держав-членів. Організація намагається бути колективним голосом мусульманського світу (Умма) і намагається захистити інтереси та забезпечити прогрес та добробут мусульман.

#### Інше
Інші загальні міждержавні організації включають:
- BRICS;
- SAARC;
- Африканський Союз;
- Асоціацію держав Південно-Східної Азії;
- Лігу арабських держав;
- Співдружність незалежних держав;
- Організацію «За демократію та права народів»[ru];
- Раду Європи;
- Євразійський економічний союз;
- Європейський Союз;
- G7;
- G20;
- Лігу Націй;
- Міжнародну організацію франкофонії;
- Організацію американських держав;
- ЕКОВАС.

## Міжнародні економічні установи
- Азійсько-Тихоокеанське економічне співробітництво
- Азійський банк розвитку
- Африканський банк розвитку
- Євразійський банк розвитку[ru]
- Європейський банк реконструкції та розвитку
- Банк міжнародних розрахунків
- Міжамериканський банк розвитку[ru]
- Міжнародний банк реконструкції та розвитку
- Міжнародний Валютний Фонд
- Ісламський банк розвитку
- Новий банк розвитку
- Організація Чорноморського економічного співробітництва
- Світовий банк
- Світова організація торгівлі

### Міжнародні юридичні установи

#### Установи з прав людини
- Європейський суд з прав людини
- Комітет з прав людини
- Міжамериканський суд з прав людини
- Міжнародний кримінальний суд
- Міжнародний трибунал щодо Руанди
- Міжнародний трибунал щодо колишньої Югославії
- Рада ООН з прав людини

#### Інші правові установи
- Африканський суд[en]
- Європейський Суд
- Міжнародний Суд
- Міжнародний трибунал ООН з морського права

#### Регіональні схеми безпеки
Основна стаття: колективна безпека
- Рада Безпеки Організації Об'єднаних Націй
- Організація Договору про колективну безпеку
- Рада з питань співробітництва у галузі безпеки в Азійсько-Тихоокеанському регіоні
- ГУАМ — Організація з демократії та економічного розвитку
- Режим морської безпеки[en]
- НАТО
- Організація з безпеки та співробітництва в Європі
- Шанхайська організація співробітництва
- Асоціація регіонального співробітництва Південної Азії
- Союз Південноамериканських Націй